# Rymice
Rymice település Csehországban, Kroměříži járásban. Rymice Němčice, Kostelec u Holešova, Holešov, Roštění és Bořenovice településekkel határos. Lakosainak száma 613 fő (2024. január 1.).

## Népesség
A település lakosságának változását az alábbi diagram mutatja:
| Lakosok száma | 609  | 768  | 735  | 667  | 586  | 593  | 608  | 604  | 569  | 613  |
|               | 1869 | 1900 | 1921 | 1961 | 1980 | 2011 | 2016 | 2019 | 2021 | 2024 |